# Quận Gwinnett, Georgia
Quận Gwinnett là một quận trong tiểu bang Georgia, Hoa Kỳ. Quận lỵ đóng ở thành phố Lawrenceville, Georgia 6. Theo điều tra dân số năm 2010 của Cục điều tra dân số Hoa Kỳ, quận có dân số 927.781 người 2.